# Guru Ram Das
Guru Ram Das (Lingua punjabi: ਗੁਰੂ ਰਾਮ ਦਾਸ; Lahore, 9 ottobre 1534 – Amritsar, 1º settembre 1581) è stato il quarto Guru Sikh, e lo diventò il 30 agosto del 1574, seguendo i passi del Guru Amar Das.
Nacque a Lahore (oggi in Pakistan) da una famiglia Sodhi dal clan kahtri.

Sua moglie fu Bibi Bhani, la figlia più giovane di Guru Amar Das, terzo guru dei Sikh.
Ebbero tre figli: Prithi Chand, Mahadev e Arjan Dev che fu il suo successore come quinto guru, col nome di Guru Arjan Dev.